# Гасфурт
Гасфурт (нім. Haßfurt) — місто в Німеччині, розташоване в землі Баварія. Підпорядковується адміністративному округу Нижня Франконія. Входить до складу району Гасберге.
Площа — 52,77 км2. Населення становить 13 593 ос. (станом на 31 грудня 2020).